# Vohitrafeno
Vohitrafeno est une commune rurale malgache située dans la partie centre de la région de la Haute Matsiatra.